# Controguerra
Controguerra är en ort och kommun i provinsen Teramo i regionen Abruzzo i Italien. Kommunen hade 2 343 invånare (2018).